# 烏布迪亞清真寺

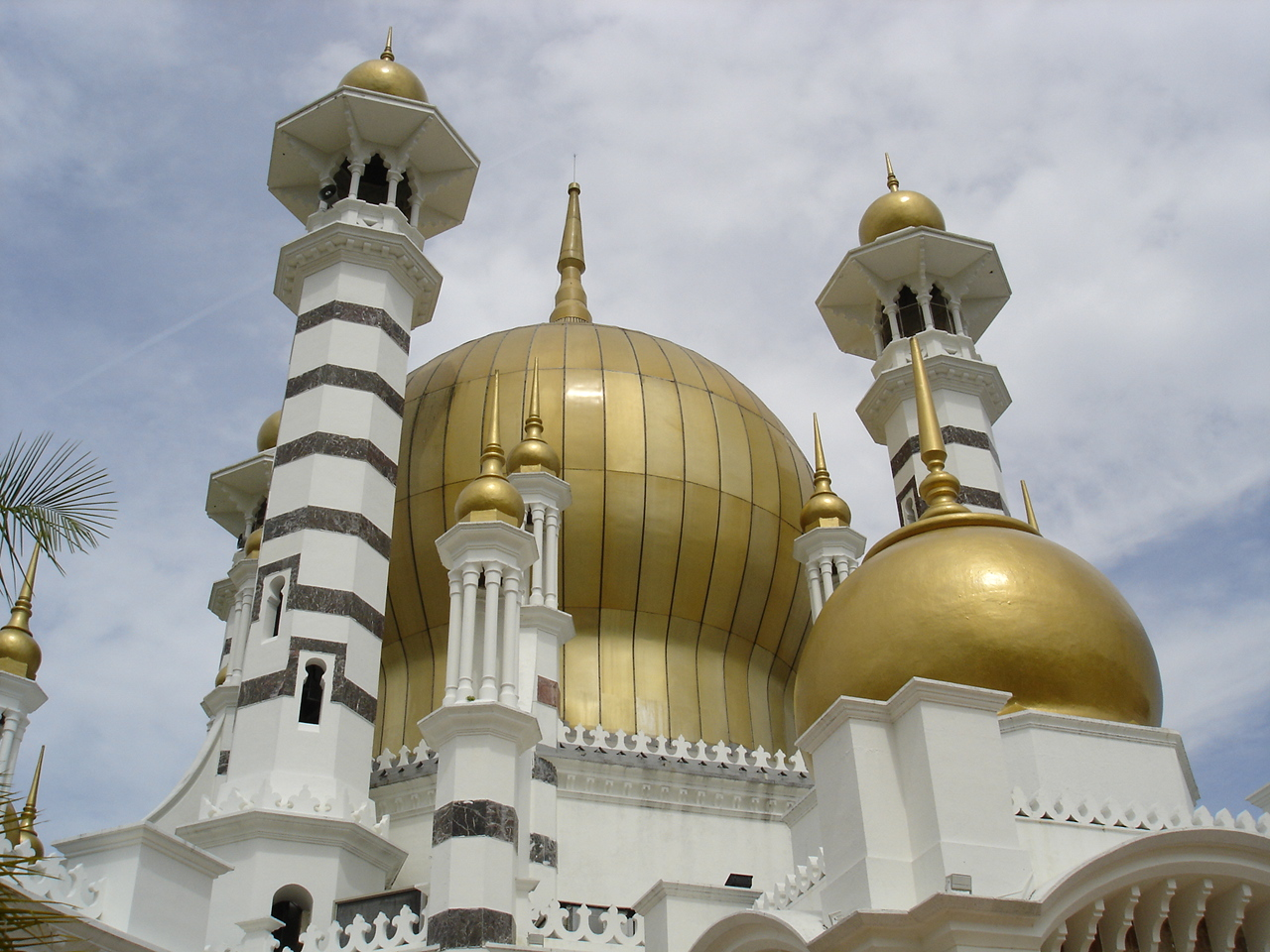
烏布迪亞清真寺

烏布迪亞清真寺是馬來西亞霹靂州瓜拉江沙的一所清真寺，也是霹靂州的王家清真寺。
清真寺是由當時的霹靂州第廿八任蘇丹倡導興建，以償還久病痊癒的願望，由設計吉隆坡火車站、怡保火車站、佳密清真寺的的建築師亞瑟‧班尼生‧胡貝克設計。由於建築用的意大利大理石被協助搬運的大象打碎、新的石料又因為一次大戰的因素而延期付運，清真寺要到1917年第廿九任蘇丹在任時方能完工，建築費用亦增至200,000令吉。霹靂州王家陵墓也在清真寺隔壁。
4°45′51″N 100°57′03″E / 4.76414°N 100.95081°E